# Henia flavescens
Henia flavescens är en mångfotingart som först beskrevs av Carl Graf Attems 1927.  Henia flavescens ingår i släktet Henia och familjen Dignathodontidae.
Artens utbredningsområde är Spanien. Inga underarter finns listade i Catalogue of Life.